# Хлоридный канал Ka
Хлоридный канал Ka (англ. chloride channel Ka, CLC-Ka, CLCNKA) — потенциал-зависимый хлоридный канал—антипортер из  суперсемейства CLCN, один из 9 белков этого семейства. Экспрессирован в основном в почках во всех сегментах нефрона. Наиболее близок по структуре к хлоридному каналу Kb. 